# Bengt Birgersson
Bengt Birgersson (* 1254; † 25. Mai 1291) war ein schwedischer Geistlicher und Bischof von Linköping sowie Herzog von Finnland.

## Leben
Birgersson war jüngster Sohn von Birger Jarl und dessen Frau Ingeborg Eriksdotter. Er war erst Erzdiakon des Doms zu Linköping und später Kanzler unter seinem Bruder Magnus Ladulås. Birgersson wurde 1284 zum Herzog von Finnland ernannt und 1286 zum Bischof von Linköping gewählt. Er starb 1291 an der Pest.